# Everton de Viña del Mar (femenino)
Everton de Viña del Mar femenino es un club profesional de fútbol chileno radicado en dicha ciudad de la Región de Valparaíso. Fue el primer bicampeón del fútbol profesional femenino y el primer finalista chileno de la Copa Libertadores de América Femenina. Desde la temporada 2024 disputa la Primera División Femenina.

## Historia
La historia del equipo femenino de fútbol de Everton parte el 2 de febrero del 2003. Su antecedente es el Club Atlético Viña del Mar. Es el primer club en ganar el Campeonato de Primera División de fútbol femenino de Chile en el 2008. Además de ser el primer equipo femenino de Chile en participar en la Copa Libertadores Femenina, en el 2009.
Posteriormente, y luego de una destacada campaña en la Copa Libertadores Femenina 2009 (Finalizando en el cuarto puesto), el equipo se logra consagrarse bicampeón del fútbol femenino con una campaña con 17 partidos ganados de los 17 jugados en la liguilla final y sólo 5 goles en contra.
En el 2009 el mejor año de su historia deportiva se alza con el Bicampeonato del Torneo de campeonato de Primera División de fútbol femenino de Chile, además de obtener la primera versión de la Copa Chile Femenino 2009 venciendo en la final a Colo-Colo femenino por 4-2. 
En el año 2010, vuelve a participar en la Copa Libertadores de América Femenina, derecho que se gana al titularse campeón del torneo del 2009. Con una destacada participación, sale primera de su grupo, de forma invicta. En semifinales, empata 0-0 en los noventa minutos con la rama femenina del SD Quito de Ecuador, no obstante logra vencerlo por 5-4 en lanzamientos penales. En la final se enfrenta al equipo femenino del Santos FC, donde, en un partido muy disputado, el equipo cae derrotado 0-1, con un gol de tiro libre en el minuto 44 del segundo tiempo. Pese a la derrota mejora su lugar en la versión anterior de la copa, con el subcampeonato.
En el Año 2014, la SADP Everton decidió terminar con la rama femenina. Ante eso, un grupo de apoderados, familiares, hinchas y amigos de Everton Femenino se organizaron en un nuevo club deportivo denominado "Deportes Viña del Mar Fútbol Femenino", institución que a través de un convenio suscrito con Everton SADP el 1 de marzo de 2015, gestiona y administra la rama femenina, dándole continuidad al proyecto deportivo y por sobre todo social que posee. Gracias al fútbol, numerosas niñas acceden al deporte de competencia y, tan o más importante que esto, a la educación superior, a través de los cupos deportivos.
En 2019 Everton SADP vuelve a hacerse cargo de la rama femenina del equipo.
En 2022 sufre su primer descenso a la Primera B. No obstante, al año siguiente realiza una gran campaña en el torneo del ascenso, y tras derrotar a Huachipato en semifinales, logra clasificar a la final y con ello concretar su regreso a la Primera División, y luego de derrotar a Unión Española a través de los penales en la final, también se queda con el título de campeonas.

## Estadio

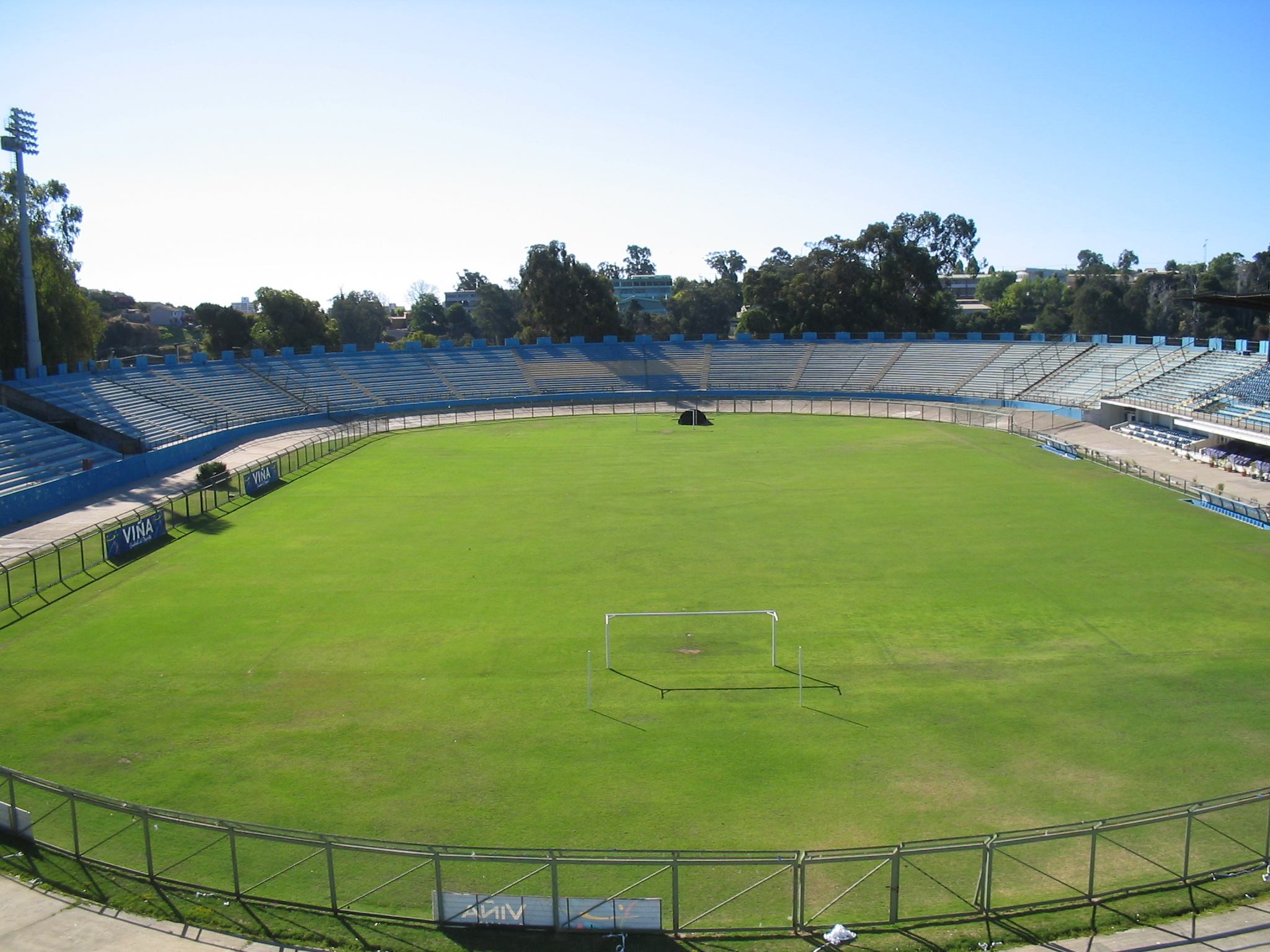
Estadio Sausalito.

Everton ejerce de local en el Estadio Sausalito de Viña del Mar, recinto que es propiedad de la Ilustre Municipalidad de Viña del Mar y el cual ocupa el club desde su traslado desde Valparaíso a la ciudad jardín en 1935. Fue inaugurado en 1929, lo que lo convierte en uno de los recintos deportivos de mayor antigüedad del país, y tiene una capacidad actual de 18.037 espectadores sentados, aunque en el pasado llegó a albergar cerca de 30.000 espectadores luego de su remodelación con miras a la Copa Mundial de Fútbol de 1962. Se encuentra ubicado en la circunvalación Sausalito junto a la laguna del mismo nombre.
El recinto deportivo posee una superficie de pasto natural de 105 x 68 m. Cuenta además con iluminación artificial.

## Jugadoras

### Altas 2025
| Jugadora          | Posición      | Procedencia               | Tipo     |
| ----------------- | ------------- | ------------------------- | -------- |
| Pía Zamorano      | Portera       | Agente Libre              |          |
| Florencia Gálvez  | Defensa       | Santiago Wanderers        |          |
| Arlette Reineros  | Defensa       | Unión La Calera           |          |
| Mía Ivroud        | Defensa       | Santiago Wanderers        |          |
| Renata Lizana     | Defensa       | Palestino                 | Préstamo |
| Macarena Martínez | Mediocampista | O'Higgins                 |          |
| Melissa Bustos    | Mediocampista | Universidad de Chile      |          |
| Yordana Martínez  | Delantera     | Universidad de Concepción |          |
| Carolina Tapia    | Delantera     | Huachipato                |          |

### Bajas 2025
| Jugadora              | Posición      | Destino              | Tipo |
| --------------------- | ------------- | -------------------- | ---- |
| Paulina Pinto         | Portera       | Santiago Wanderers   |      |
| Oriana Cristancho     | Portera       | Universidad de Chile |      |
| Krishna Valdés        | Portera       | San Luis de Quillota |      |
| Katheryn Holm         | Defensa       | San Luis de Quillota |      |
| Krishna Allende       | Defensa       | Unión Española       |      |
| Sofía Almirón         | Defensa       | Bandera de ?         |      |
| María Fernanda Pontes | Defensa       | Bandera de ?         |      |
| Katherine Ojeda       | Mediocampista | Deportes Limache     |      |
| Valentina Farías      | Mediocampista | Unión La Calera      |      |
| Constanza González    | Mediocampista | Unión La Calera      |      |
| Marcella Egami        | Delantera     | Bandera de ?         |      |
| Eskarlet Godoy        | Delantera     | Unión La Calera      |      |
| Valentina Delgado     | Delantera     | Coquimbo Unido       |      |
| Belén Bustos          | Delantera     | Coquimbo Unido       |      |
| Janete Lima           | Delantera     | Bandera de ?         |      |
| Esperanza Morales     | Delantera     | San Luis de Quillota |      |

## Palmarés

### Torneos nacionales
- Primera División (2): 2008, 2009
- Copa Chile (2): 2009, 2010 (récord)
- Primera B (1): 2023
- Torneo fútbol playa femenino (1): 2009

### Torneos internacionales
- Subcampeón de la Copa Libertadores de América Femenina (1): 2010